# Chiesa di San Giovanni Battista (Valle Aurina)
La chiesa di San Giovanni Battista (in tedesco Pfarrkirche St. Johann) è la parrocchiale di San Giovanni, frazione del comune sparso di Valle Aurina, in provincia autonoma di Bolzano e diocesi di Bolzano-Bressanone; fa parte del decanato di Tures. È la chiesa patronale del paese.

## Storia
Già intorno all'anno 1000 la pieve di San Giovanni era il fulcro della vita religiosa della vallata e tutte le chiese del circondario rimasero sue filiali fino all'inizio del Novecento, per poi diventare anch'esse parrocchiali.
La chiesa fu ricostruita in stile barocco a partire dal 1783; l'edificio, realizzato da Josef Abenthung, fu portato a termine nel 1785 e consacrato nel 1788.

## Descrizione

### Esterno
La facciata a capanna guarda a sud-ovest, è intonacata ed è tripartita da quattro lesene d'ordine tuscanico sorreggenti il timpano di forma mistilinea; al centro si apre il portale d'ingresso, sormontato da una nicchia che ospita una statua, ai lati della quale si trovano altre due nicchie anch'esse consentiti altrettanti simulacri.
Annesso alla parrocchiale è il campanile, intonacato e suddiviso da cornici marcapiano; la cella presenta una monofora per lato ed è coronata dal tamburo, sovrastato dalla copertura a cipolla sopra la quale si innesta la lanterna.

### Interno
L'interno dell'edificio si compone di un'unica navata, in cui sono ospitati gli altari laterali; qui si conservano diverse opere di pregio, tra cui i quadri raffiguranti l'Ascensione di Maria e la Morte di San Martino, eseguiti da Franz Schöpf, autore anche degli affreschi della volta, ritraenti Scene della vita di San Giovanni Battista.